# Équipe cycliste Vorarlberg
L'équipe cycliste Vorarlberg est une formation autrichienne de cyclisme professionnel sur route. De 2006 à 2010, elle appartient aux équipes continentales professionnelles avant de redevenir une équipe continentale en juillet 2010 et participe donc principalement aux épreuves des circuits continentaux.

## Histoire de l'équipe

Logo de l'équipe en 2007.

L'équipe est fondée en 1999. De 2006 à juin 2010, elle possède le statut d'équipes continentales professionnelle. En juin 2010, l'UCI suspend temporairement la formation Vorarlberg-Corratec en raison de problèmes financiers. Début juillet, l'équipe récupère un statut d'équipe continentale et réduit son effectif.
En 2014, l'équipe remporte cinq victoires sur des courses de l'UCI. Fabian Schnaidt gagne la 5e étape du Tour de Taïwan, la 2e étape du Paris-Arras Tour, la 1re et la 6e étape du Tour d'Iran - Azerbaïdjan, tandis que Grischa Janorschke remporte la 5e étape du Tour de Chine I.
Lors de la saison 2015, la formation remporte deux courses par étapes, la Flèche du Sud et surtout le Tour d'Autriche, par le biais de Víctor de la Parte.
En 2018, l'équipe voit l'arrivée d'un nouveau co-sponsor et est renommée en Vorarlberg-Santic.

## Principales victoires

### Courses d'un jour
- Poreč Trophy 6 : 2002 (Fraser MacMaster)
- Duo normand : 2003 (Jean Nuttli et Philippe Schnyder)
- Tour de Berne : 2005 (René Weissinger)
- Völkermarkter Radsporttage : 2004 (Hans-Peter Obwaller) et 2005 (René Weissinger)
- Giro del Mendrisiotto : 2010 (Andreas Dietziker)
- Paris-Mantes-en-Yvelines : 2015 (Nicolas Baldo)

### Courses par étapes
- Tour de Grèce : 2002 (Fraser MacMaster), 2003 (Vasileios Anastopoulos) et 2012 (Robert Vrečer)
- Tour de Haute-Autriche : 2012 (Robert Vrečer), 2019 (Jannik Steimle) et 2021 (Alexis Guérin)
- Flèche du Sud : 2015 (Víctor de la Parte) et 2016 (Sérgio Sousa)
- Tour d'Autriche : 2015 (Víctor de la Parte)
- Tour du Loir-et-Cher : 2016 (Patrick Schelling)
- Tour du Portugal : 2023 (Colin Stüssi)

## Classements UCI
Entre 2002 et 2004, l'équipe est membre des Groupes Sportifs III.
| Saison | Classement par équipes | Meilleur coureur au classement individuel |
| ------ | ---------------------- | ----------------------------------------- |
| 2002   | 6e (GSIII)             | Martin Fischerlehner (401e)               |
| 2003   | 4e (GSIII)             | Jure Golcer (260e)                        |
| 2004   | 6e (GSIII)             | Harald Morscher (407e)                    |

À partir de 2005, l'équipe Vorarlberg, en tant qu'équipe continentale professionnelle puis équipe continentale, participe principalement aux épreuves de l'UCI Europe Tour. Le tableau ci-dessous présente les classements de l'équipe sur les différents circuits continentaux, ainsi que son meilleur coureur au classement individuel. En 2009, le classement du ProTour est supprimé et remplacé par le Classement mondial UCI. Celui-ci compile les points acquis lors d'épreuve du Calendrier mondial UCI et intègre les équipes continentales professionnelles, ce qui n'était pas le cas du classement du ProTour. L'équipe Vorarlberg-Corratec n'ayant pas marqué de point lors des épreuves du calendrier mondial auxquelles elle a été invitée, elle ne figure pas dans ce classement.
UCI America Tour
| UCI America Tour | UCI America Tour       | UCI America Tour                          | UCI America Tour |
| Année            | Classement par équipes | Meilleur coureur au classement individuel |                  |
| ---------------- | ---------------------- | ----------------------------------------- | ---------------- |
| 2012             | 39e                    | Patrick Konrad (199e)                     |                  |
|                  |                        |                                           |                  |
| Source : UCI     |                        |                                           |                  |

UCI Asia Tour
| UCI Asia Tour | UCI Asia Tour          | UCI Asia Tour                             | UCI Asia Tour |
| Année         | Classement par équipes | Meilleur coureur au classement individuel |               |
| ------------- | ---------------------- | ----------------------------------------- | ------------- |
| 2008          | 37e                    | Pascal Hungerbühler (155e)                |               |
| 2009          | 40e                    | René Haselbacher (140e)                   |               |
| 2010          | 53e                    | René Weissinger (270e)                    |               |
| 2011          | 50e                    | René Weissinger (218e)                    |               |
| 2013          | 49e                    | Daniel Biedermann (133e)                  |               |
| 2014          | 28e                    | Fabian Schnaidt (45e)                     |               |
| 2015          | 59e                    | Víctor de la Parte (154e)                 |               |
| 2017          | 47e                    | Patrick Schelling (71e)                   |               |
| 2018          | 66e                    | Patrick Schelling (173e)                  |               |
|               |                        |                                           |               |
| Source : UCI  |                        |                                           |               |

UCI Europe Tour
| UCI Europe Tour | UCI Europe Tour        | UCI Europe Tour                           | UCI Europe Tour |
| Année           | Classement par équipes | Meilleur coureur au classement individuel |                 |
| --------------- | ---------------------- | ----------------------------------------- | --------------- |
| 2005            | 58e                    | René Weissinger (96e)                     |                 |
| 2006            | 66e                    | Harald Morscher (287e)                    |                 |
| 2007            | 47e                    | Florian Stalder (126e)                    |                 |
| 2008            | 48e                    | Andreas Dietziker (159e)                  |                 |
| 2009            | 58e                    | Sebastian Siedler (134e)                  |                 |
| 2010            | 67e                    | Josef Benetseder (398e)                   |                 |
| 2011            | 87e                    | Reto Hollenstein (248e)                   |                 |
| 2012            | 29e                    | Robert Vrečer (16e)                       |                 |
| 2013            | 90e                    | Dominik Hrinkow (448e)                    |                 |
| 2014            | 55e                    | Fabian Schnaidt (224e)                    |                 |
| 2015            | 44e                    | Víctor de la Parte (25e)                  |                 |
| 2016            | 53e                    | Patrick Schelling (203e)                  |                 |
| 2017            | 43e                    | Fabian Lienhard (117e)                    |                 |
| 2018            | 25e                    | Patrick Schelling (82e)                   |                 |
| 2019            | 30e                    | Patrick Schelling (187e)                  |                 |
| 2020            | 39e                    | Alexis Guérin (270e)                      |                 |
| 2021            | 37e                    | Roland Thalmann (263e)                    |                 |
| 2022            | 38e                    | Alexis Guérin (300e)                      |                 |
| 2023            | 49e                    | -                                         |                 |
|                 |                        |                                           |                 |
| Source : UCI    |                        |                                           |                 |

UCI Oceania Tour
| UCI Oceania Tour | UCI Oceania Tour       | UCI Oceania Tour                          | UCI Oceania Tour |
| Année            | Classement par équipes | Meilleur coureur au classement individuel |                  |
| ---------------- | ---------------------- | ----------------------------------------- | ---------------- |
| 2005             | 6e                     | Fraser MacMaster (7e)                     |                  |
| 2006             | 22e                    | Werner Riebenbauer (37e)                  |                  |
| 2008             | 14e                    | Cameron Wurf (14e)                        |                  |
|                  |                        |                                           |                  |
| Source : UCI     |                        |                                           |                  |

Depuis 2016, l'équipe est également classée au Classement mondial UCI qui prend en compte toutes les épreuves UCI et concerne toutes les équipes UCI.
| Classement mondial | Classement mondial     | Classement mondial                        | Classement mondial |
| Année              | Classement par équipes | Meilleur coureur au classement individuel |                    |
| ------------------ | ---------------------- | ----------------------------------------- | ------------------ |
| 2016               | -                      | Patrick Schelling (400e)                  |                    |
| 2017               | -                      | Fabian Lienhard (274e)                    |                    |
| 2018               | -                      | Patrick Schelling (180e)                  |                    |
| 2019               | 55e                    | Patrick Schelling (222e)                  |                    |
| 2020               | 67e                    | Alexis Guérin (326e)                      |                    |
| 2021               | 61e                    | Roland Thalmann (312e)                    |                    |
| 2022               | 66e                    | Alexis Guérin (373e)                      |                    |
| 2023               | 88e                    | Colin Stüssi (388e)                       |                    |
| 2024               | 100e                   | Lukas Rüegg (898e)                        |                    |
|                    |                        |                                           |                    |
| Source : UCI       |                        |                                           |                    |

## Team Vorarlberg en 2025
Effectif
| Effectif 2025            | Effectif 2025     | Effectif 2025 | Effectif 2025                         |
| Cycliste                 | Date de naissance | Pays          | Équipe précédente                     |
| ------------------------ | ----------------- | ------------- | ------------------------------------- |
| Dominik Amann            | 12 février 1999   | Autriche      |                                       |
| Pirmin Benz              | 26 novembre 2000  | Allemagne     | Rad-net Rose Team (2022)              |
| Liam Crowley             | 2 avril 2002      | Irlande       |                                       |
| Kilian Feurstein         | 6 juin 2003       | Autriche      |                                       |
| Daniel Geismayr          | 28 août 1989      | Autriche      |                                       |
| Alexander Konychev       | 25 juillet 1998   | Italie        | Team Corratec-Selle Italia (2023)     |
| Lukas Meiler             | 14 février 1995   | Allemagne     | Gebrüder Weiss-Oberndorfer (2014)     |
| Laurin Nenning           | 25 septembre 2004 | Autriche      |                                       |
| Jannis Peter             | 30 octobre 2000   | Allemagne     | P&S Benotti (2023)                    |
| Felix Stehli             | 18 octobre 2000   | Suisse        | EF Education-Nippo Development (2023) |
| Colin Stüssi             | 4 juin 1993       | Suisse        | Amore & Vita-Prodir (2018)            |
| Emanuel Zangerle         | 24 septembre 2002 | Autriche      | Felt Felbermayr (2024)                |
|                          |                   |               |                                       |
| Source : ProCyclingStats |                   |               |                                       |

Victoires
| Victoires | Victoires | Victoires | Victoires | Victoires | Victoires |
| Date      | Course    | Pays      | Classe    | Vainqueur |           |
| --------- | --------- | --------- | --------- | --------- | --------- |

## Saisons précédentes
- Vorarlberg en 2014
- Vorarlberg en 2015
- Vorarlberg en 2016

- Vorarlberg-Santic en 2018